# Піану-де-Сус
Піану-де-Сус (рум. Pianu de Sus) — село у повіті Алба в Румунії. Адміністративний центр комуни Піану.
Село розташоване на відстані 261 км на північний захід від Бухареста, 21 км на південь від Алба-Юлії, 98 км на південь від Клуж-Напоки.

## Населення
За даними перепису населення 2002 року у селі проживали 1588 осіб.
Національний склад населення села:
| Національність | Кількість осіб | Відсоток |
| -------------- | -------------- | -------- |
| румуни         | 1578           | 99,4%    |
| цигани         | 5              | 0,3%     |
| німці          | 5              | 0,3%     |

Рідною мовою назвали:
| Мова      | Кількість осіб | Відсоток |
| --------- | -------------- | -------- |
| румунська | 1579           | 99,4%    |
| угорська  | 5              | 0,3%     |